# Knjižnica Bežigrad
Knjižnica Bežigrad je splošna knjižnica s sedežem na Einspielerjevi 1 (Bežigrad); ustanovljena je bila leta 1956.
Ima dislocirane enote: Knjižnica Črnuče, Knjižnica dr. France Škerl, Knjižnica Glinškova Ploščad in Knjižnica Savsko naselje.
Z ustanovitvijo Mestne knjižnice Ljubljana je knjižnica izgubila samostojni status in postala organizacijska enota.